# Alexandre Beloborodov
Pour les articles homonymes, voir Beloborodov.
Alexandre Gueorguievitch Beloborodov (en russe : Александр Георгиевич Белобородов), né le 26 octobre 1891 dans le district de Solikamsk dans la province de Perm et mort le 10 février 1938 à Moscou, est un homme politique soviétique, membre du Comité central de 1919 à 1920, membre du Parti communiste russe de 1907 à 1927, de 1930 à 1936, membre du Bureau d'organisation du Comité central du 25 mars 1919 au 29 mars 1920, président du soviet régional de l'Oural de 1918 à 1919, commissaire du peuple aux Affaires intérieures de la RSFSR (république socialiste fédérative soviétique de Russie)

## Famille
Fils de Gueorgui Vassilievitch Beloborodov.

## Biographie
Né dans une famille ouvrière, il entre comme apprenti dans l'atelier de l'usine Nadejda située en Oural. La même année, il entre comme électricien à l'usine Alexandre dans le district de Solikamsk (province de Perm). En 1907, il rejoint le POSDR (Parti ouvrier social-démocrate de Russie). Arrêté en février 1908, il est incarcéré dans une prison pour jeunes délinquants. Libéré en mars 1912, il fut de nouveau arrêté en mai 1914. La même année, il fut de nouveau arrêté et exilé à Belebeï (aujourd'hui République de Bachkirie) puis à Tioumen. En octobre 1916, il est de retour dans sa province natale de Perm. Il obtient un emploi à l'usine Lysvenski et rejoint le Comité local bolchevik.
Après la révolution de février 1917, Alexandre Beloborodov prit une part active dans les activités révolutionnaires. À Ekaterinbourg, en avril 1917, Alexandre Beloborodov fut élu membre du Comité régional bolchevik de l'Oural et des comités régionaux du district de Perm, puis la même année, se présentant sur la liste bolchévique de la province de Perm, il fut élu député de l'Assemblée constituante. Après la Révolution d'Octobre, il prit part à la troisième réunion du congrès régional de la région de l'Oural où en janvier 1918, il fut élu membre du Conseil bolchevik régional de l'Oural, successivement il remplit les fonctions de vice-président du conseil d'administration puis de président. En janvier 1918, il occupa le poste de Président du Soviet régional de l'Oural. Lors d'une réunion statuant sur le sort de la famille impériale, le 6 juin 1918, il fut l'un des signataires de la résolution relative à l'exécution de la famille impériale alors détenue à la Maison Ipatiev à Ekaterinbourg.
Devant l'avancée des troupes de l'amiral Alexandre Koltchak, le soviet régional de l'Oural évacua vers Perm puis Viatka. 
En mars 1919, lors du septième Congrès du PCR (Parti communiste de Russie (Bolchevik), Alexandre Beloborodov fut élu membre du Comité central du parti communiste de l'Union soviétique. En avril 1919, après la réunion du neuvième Congrès, il fut élu membre suppléant du Comité central. En juillet 1919, il occupa le poste de chef adjoint de la gestion politique de l'Armée rouge (RMCR). Du 25 novembre au 10 novembre 1919, il devint membre du Bureau d'organisation du Comité central du PCUS (Parti communiste de l'Union soviétique). 
En avril 1919, Alexandre Beloborodov fut chargé de mater la rébellion dans le village de Viochenskaïa situé sur les rives du Don. Il prit part à la défaite des unités cosaques du Don, du Kouban et des troupes du Caucase. 
Vers la fin de l'année 1919 et pour deux ans, Alexandre Beloborodov fut chargé des affaires politiques de la région du Caucase du Nord. Membre du Conseil révolutionnaire militaire de la République dans la 9e armée du Sud-Est - des fronts du Caucase (9 novembre 1919-28 juin 1920). Il fut un des membres du Bureau Caucasien de la Tcheka du Parti communiste russe (PCR), du Comité révolutionnaire du Kouban.
Le 29 juin 1921, Alexandre Beloborodov fut nommé Commissaire du peuple adjoint des Affaires intérieures de la RSFR (République socialiste fédérative soviétique de Russie). Le 30 août 1923, au poste de Commissaire du peuple aux Affaires intérieures de la RSFR, il succéda à Felix Dzerjinski (1877-1926). 
Après la mort de Lénine, Alexandre Beloborodov soutint Léon Trotski et devient membre de l'Opposition de gauche. En novembre 1927, il fut expulsé du PCUS, renvoyé de la Commission spéciale du NKVD et exilé à Arkhangelsk. En 1930, il rompit avec le trotskisme et, en mai de la même année, il rentra d'exil et fut à nouveau admis comme membre du PCUS.
Le 15 août 1936, Alexandre Beloborodov fut arrêté et incarcéré dans les geôles de la Loubianka. Pendant les interrogatoires, il fut soumis à la torture. Traduit devant le Collège militaire de la Cour suprême de l'URSS, il fut condamné à mort et exécuté le 10 février 1938 à Moscou. 
Le 11 mars 1958, Alexandre Beloborodov fut réhabilité par le Collège Militaire de la Cour suprême de l'URSS.
Le 15 avril 1938, son épouse, Francesca Viktorovna Iablonskaïa fut également exécutée.

## Distinction
- 1920 : Ordre du Drapeau rouge

## Sources
- (ru) Cet article est partiellement ou en totalité issu de l’article de Wikipédia en russe intitulé « Белобородов, Александр Георгиевич » (voir la liste des auteurs).